# Вент, Фридрих Август Фердинанд Кристиан
Фридрих Август Фердинанд Кристиан Вент (нидерл. Friedrich August Ferdinand Christian Went; 18 июня 1863, Амстердам — 24 июля 1935, Вассенар) — голландский биолог, физиолог растений, педагог, профессор, доктор наук. Член Королевской академия наук и искусств Нидерландов

## Биография
Ученик Де Фриза. Окончил ботанический отдел Амстердамского университета.
В 1886 году защитил докторскую диссертацию о формировании вакуолей в растительных клетках. Продолжил цитологические исследования в лабораториях Неаполя, Бонна и Парижа.
С 1890 года — директор сельскохозяйственной станции в Бёйтензоргском ботаническом саду на острове Ява (Голландская Ост-Индия), где исследовал физиологию тропических растений; раскрыл природу заболеваний сахарного тростника.
В 1896—1934 годах по возвращении в Нидерланды был профессором Утрехтского университета; в 1921—1931 г. возглавлял ботанический отдел Нидерландской АН.
Исследования в области дыхания и роста растений, действия температуры на их жизнедеятельность, тропизмов и ростовых гормонов были продолжены его сыном — Ф. В. Вентом.

## Избранные труды
- Физиология поступления и передвижения веществ, рост и движение, пер. с нем., М. ‒ Л., 1933, совместно с С. П. Костычевым